# 荷馬鎮區 (明尼蘇達州威諾納縣)
荷马鎮區（英語：Homer Township）是位於美國明尼蘇達州威諾納縣的一個行政鎮區。

## 歷史
荷马鎮區於1858年成立，得名自紐約州的荷马。

## 地方資料
荷马鎮區的面積為94.50平方千米，當中陸地面積為91.78平方千米，而水域面積為2.72平方千米。根據2020年美國人口普查的數據，當地共有人口1298人，而人口密度為每平方千米13.74人。